# 4월 22일
4월 22일은 그레고리력으로 112번째(윤년일 경우 113번째) 날에 해당한다.

## 사건
- 238년 - 여섯 명의 황제의 해: 황제 막시미누스를 로마 원로원이 국가의 공적으로 선포하자 전선에 있던 막시미누스가 로마로 진군하고 원로원은 푸피에누스와 발비누스를 공동 황제로 추대했다
- 1500년 - 포르투갈 탐험가 카브랄이 유럽인 최초로 브라질을 발견함.
- 1519년 - 스페인의 정복자인 에르난 코르테스가 멕시코에 상륙해 베라크루스라는 이름을 짓다.
- 1529년 - 포르투갈과 스페인이 사라고사 조약을 체결함.
- 1930년 - 영국과 미국, 일본 사이에 런던 해군 군축 조약이 맺어지다.
- 1951년 - 한국 전쟁 당시 중국인민지원군과 영 연방군 사이에서 가평 전투가 시작되다.
- 2004년 - 조선민주주의인민공화국 평안북도 룡천군에 위치한 룡천역에서 열차 폭발 사고가 발생하다.
- 2006년 - 대한민국, 연쇄살인범 정남규가 체포되다.
- 2007년 - 프랑스 대통령선거 1차 투표에서 니콜라 사르코지 후보와 세골렌 루아얄 후보가 결선투표에 진출하였다가, 니콜라 사르코지가 대통령으로 당선되다.
- 2009년 - 대한민국, 연쇄살인범 강호순의 사형 선고.
- 2011년 - 대한민국, 고등학교 한국사 과목이 필수과목으로 바뀌었다.
- 2012년
  - 프랑스, 대통령 선거의 결과 1위인 올랑드와 2위인 사르코지가 결선투표에 진출하다.
  - 중화인민공화국의 인권 운동가 천광청이 가택 연금에서 탈출해 베이징 주재 미국 대사관으로 피신하다.
- 2016년 - 여수시에서 율촌역 열차 탈선 사고가 발생했다.

## 문화
- 1884년 - 우정총국 설립.
- 1931년 - 아돌포 수아레스 마드리드 바라하스 공항 개항.
- 1970년 - 지구의 날이 처음 지정됨.
- 1972년 - 대한민국의 지상파 TV에서 미스코리아 선발대회 실황중계가 시작되었다.
- 2008년 - F-117 나이트호크가 미국 공군에서 퇴역했다.
- 2011년 - 새마을의 날이 지정됨
- 2017년 - MBC TV 쇼! 음악중심의 순위제가 다시 시행되었다.
- 2020년 - 윤산터널이 개통되었다.

## 탄생
- 1451년 - 카스티야의 여왕 이사벨 1세. (~1504년)
- 1610년 - 제241대의 교황 교황 알렉산데르 8세. (~1691년)
- 1707년 - 영국의 소설가 헨리 필딩. (~1754년)
- 1724년 - 독일의 철학자 이마누엘 칸트. (~1804년)
- 1766년 - 프랑스의 소설가 안 루이즈 제르맨 드 스탈. (~1817년)
- 1870년 - 러시아의 혁명가이자 정치인 블라디미르 레닌. (~1924년)
- 1899년 - 러시아 태생 미국의 소설가, 롤리타의 작가 블라디미르 나보코프. (~1977년)
- 1904년 - 미국의 이론물리학자 로버트 오펜하이머. (~1967년)
- 1906년 - 미국의 배우, 영화제작자 에디 알버트. (~2005년)
- 1912년 - 일본의 영화 감독, 각본가 신도 가네토. (~2012년)
- 1914년 - 제2차 세계 대전 당시 독일의 군인 미하일 비트만. (~1944년)
- 1918년 - 대한민국의 법조인 태윤기. (~2012년)
- 1919년 - 대한민국의 시인 김종문. (~1981년)
- 1924년 - 대한민국의 국무총리, 정치인 남덕우. (~2013년)
- 1926년 - 미국의 배우 샬럿 레이. (~2018년)
- 1928년
  - 대한민국의 과학자 안세희. (~2025년)
  - 대한민국의 정치학자 박봉식. (~2017년)
- 1929년 - 영국의 수학자 마이클 아티야. (~2019년)
- 1932년 - 일본의 음악가 토미타 이사오. (~2016년)
- 1933년 - 미국의 영화제작자, 배우 마크 데이먼. (~2024년)
- 1936년
  - 대한민국 태생 미국의 공학자 서남표.
  - 일본의 야구 선수 고바 다케시. (~2021년)
- 1937년 - 미국의 배우 잭 니컬슨.
- 1938년
  - 대한민국의 언론인 남시욱. (~2025년)
  - 미국의 정치인 밥 카셸. (~2020년)
- 1940년 - 프랑스의 영화배우 마리조제 나트. (~2019년)
- 1942년 - 이탈리아의 철학자, 미학자 조르조 아감벤.
- 1943년 - 미국의 노벨문학상 시인 루이즈 글릭. (~2023년)
- 1944년 - 미국의 백만장자 모험가 스티브 포셋. (~2007년)
- 1945년
  - 대한민국의 기업인 김석원. (~2023년)
  - 대한민국의 배우 김진구. (~2016년)
- 1946년 - 미국의 영화감독 존 워터스.
- 1947년 - 대한민국의 목회자 김성광. (~2022년)
- 1951년 - 미국의 배우 로빈 바틀릿.
- 1952년 - 대한민국의 배우 정태섭. (~2001년)
- 1954년 - 일본의 배우, 성우 나카타 죠지.
- 1955년 - 홍콩의 영화 감독 두기봉.
- 1957년
  - 홍콩의 배우 루전순.
  - 폴란드의 총리 도날트 투스크.
- 1959년 - 미국의 희극인, 배우 라이언 스타일스.
- 1960년 - 대한민국의 배우 박철호.
- 1961년 - 대한민국의 전문직업인 박상헌
- 1962년 - 대한민국의 희극인, 영화배우 지영옥.
- 1966년 - 스웨덴의 탁구 선수 예르겐 페르손.
- 1969년 - 대한민국의 의료인 이국종.
- 1972년 - 대한민국의 전 축구 선수 노태경.
- 1973년
  - 대한민국의 가수 황혜영.
  - 대한민국의 가수 김형중.
  - 대한민국의 배우 유동숙. (~2010년)
  - 대한민국의 배우 정우성.
  - 미국의 성우 크리스토퍼 새벗.
- 1974년
  - 대한민국의 축구 해설가 박문성.
  - 대한민국의 정치 평론가 변희재.
  - 미국의 음악가 샤보 오다지안.
- 1976년
  - 대한민국의 배우 엄기준.
  - 대한민국의 정치인 황보승희.
- 1977년 - 네덜란드의 축구 선수 마르크 판 보멀.
- 1978년 - 대한민국의 가수 이주현.
- 1980년
  - 대한민국의 배우 오민석.
  - 프랑스의 축구 선수 니콜라스 듀셰즈.
  - 미국의 미식축구 선수 토니 로모.
- 1981년
  - 대한민국의 가수 이수 (엠씨 더 맥스).
  - 대한민국의 가수 커피소년.
  - 대한민국의 배우, 희극인 박민환.
  - 대한민국의 양궁 선수 김문정.
  - 루마니아의 킥복싱 선수 다니엘 기타.
- 1982년
  - 대한민국의 가수, 방송인 백장미.
  - 브라질의 축구 선수 카카.
  - 일본의 성우 시타야 노리코.
- 1983년 - 미국의 배우 프랜시스 카프라.
- 1984년
  - 대한민국의 가수 이성혁.
  - 대한민국의 배우 가득희.
- 1985년
  - 대한민국의 전직 스타크래프트 프로게이머 박성훈.
  - 일본의 전 축구 선수 요시오카 고헤이.
  - 미국의 기업가, 프로그래머 샘 올트먼.
- 1986년
  - 대한민국의 가수 사운드 힐즈.
  - 미국의 배우 앰버 허드.
- 1987년
  - 대한민국의 래퍼, 배우 광수 (초신성).
  - 나이지리아의 축구 선수 존 오비 미켈.
  - 대한민국의 희극인 정은선.
  - 브라질의 축구 선수 다비드 루이스.
- 1988년 - 대한민국의 피아니스트 김선욱.
- 1989년
  - 네덜란드의 축구 선수 야스퍼 실러선.
  - 아이슬란드의 축구 선수 아론 귄나르손.
  - 잉글랜드의 체조 선수 루이스 스미스.
- 1990년 - 미국의 래퍼 머신 건 켈리.
- 1991년
  - 이라크의 축구 선수 아흐메드 야신.
  - 일본의 성우 사이토 소마.
  - 대한민국의 전직 장르 프로게이머 에스카.
  - 대한민국의 스피드 스케이팅 선수 주형준.
- 1992년
  - 대한민국의 레이싱 모델 곽하윤.
  - 대한민국의 태권도 선수 이아름.
  - 대한민국의 축구 선수 이영주.
- 1993년
  - 대한민국의 배우 류효영, 류화영.
  - 스웨덴의 축구 선수 필리프 헬란데르.
  - 대한민국의 축구 선수 김선우.
- 1994년
  - 대한민국의 희극인 이재율.
  - 대한민국의 치어리더 서현숙.
  - 대한민국의 가수 효진 (온앤오프).
  - 대한민국의 레이싱 모델 김유민.
- 1995년 - 브라질의 축구 선수 호난.
- 1996년
  - 대한민국의 배우 고윤정.
  - 대한민국의 아나운서 허유원.
  - 러시아의 유도 선수 타메를란 바샤예프.
  - 대한민국의 아나운서 이나연.
- 1997년 - 네덜란드의 축구 선수 질 로르트.
- 1998년 - 대한민국의 가수 모아.
- 2000년 - 대한민국의 카트라이더 프로게이머 김의열.
- 2001년 - 대한민국의 연극배우 김민지.
- 2002년 - 대한민국의 가수 엄태민.
- 2004년 - 일본의 아이돌 토마 루쿠.
- 2009년 - 대한민국의 일반인 박가경 (충렬여자고등학교)

## 사망
- 536년 - 제57대의 교황 교황 아가피토 1세. (?~)
- 1210년 - 고려의 승려 보조국사 지눌. (1158년~)
- 1776년 - 조선의 제21대 국왕 영조. (1694년~)
- 1945년 - 독일의 민중화가 케테 콜비츠. (1867년~)
- 1966년 - 히틀러의 나치 친위대 SS상급대장 제프 디트리히. (1892년~)
- 1985년 - 영국의 언어학자 앨프리드 김슨. (1917년~)
- 1986년 - 루마니아의 출생 작가이자 비교종교학자 미르체아 엘리아데. (1907년~)
- 1994년 - 미국의 제37대 대통령 리처드 닉슨. (1913년~)
- 1997년 - 대한민국의 소설가 김소진. (1964년~)
- 2006년 - 대한민국의 교통기업인, 정치인 권영우. (1942년~)
- 2015년 - 미국의 희극인, 백세인 도로시 커스터. (1911년~)
- 2017년
  - 이탈리아의 사이클 선수 미켈레 스카르포니. (1979년~)
  - 일본의 정치인 나카이 히로시. (1942년~)
- 2019년 - 베트남의 정치인 레득아인. (1920년~)
- 2020년
  - 미국의 포르노배우 서맨사 폭스. (1950년~)
  - 미국의 영화배우 셜리 나이트. (1936년~)
  - 독일의 육상 선수 하르트비히 가우더. (1954년~)
- 2023년 - 오스트레일리아의 희극인 배리 험프리스. (1934년~)
- 2024년
  - 대한민국의 정치인 김태룡. (1934년~)
  - 독일의 영화감독 미하엘 페어회벤. (1938년~)
- 2025년
  - 대한민국의 축구 선수 강지용. (1989년~)
  - 대한민국의 정치인 김두현. (1926년~)
  - 미국의 영화배우 라 파크 링컨. (1961년~)

## 기념일
- 지구의 날
- 정보통신의 날
- 자전거의 날: 대한민국
- 디스커버리 데이(영어판): 유럽인으로서는 최초로 포르투갈의 탐험가 페드루 알바르스 카브랄가 브라질을 발견.
- 새마을의 날: 대한민국

## 같이 보기
- 전날: 4월 21일 다음날: 4월 23일 - 전달: 3월 22일 다음달: 5월 22일
- 음력: 4월 22일
- 모두 보기